# Lembeye
Lembeye é uma comuna francesa na região administrativa da Nova Aquitânia, no departamento dos Pirenéus Atlânticos. Estende-se por uma área de 8,38 km². Em 2010 a comuna tinha 778 habitantes (densidade: 92,8 hab./km²).